# Strażnica KOP „Powiazyń”

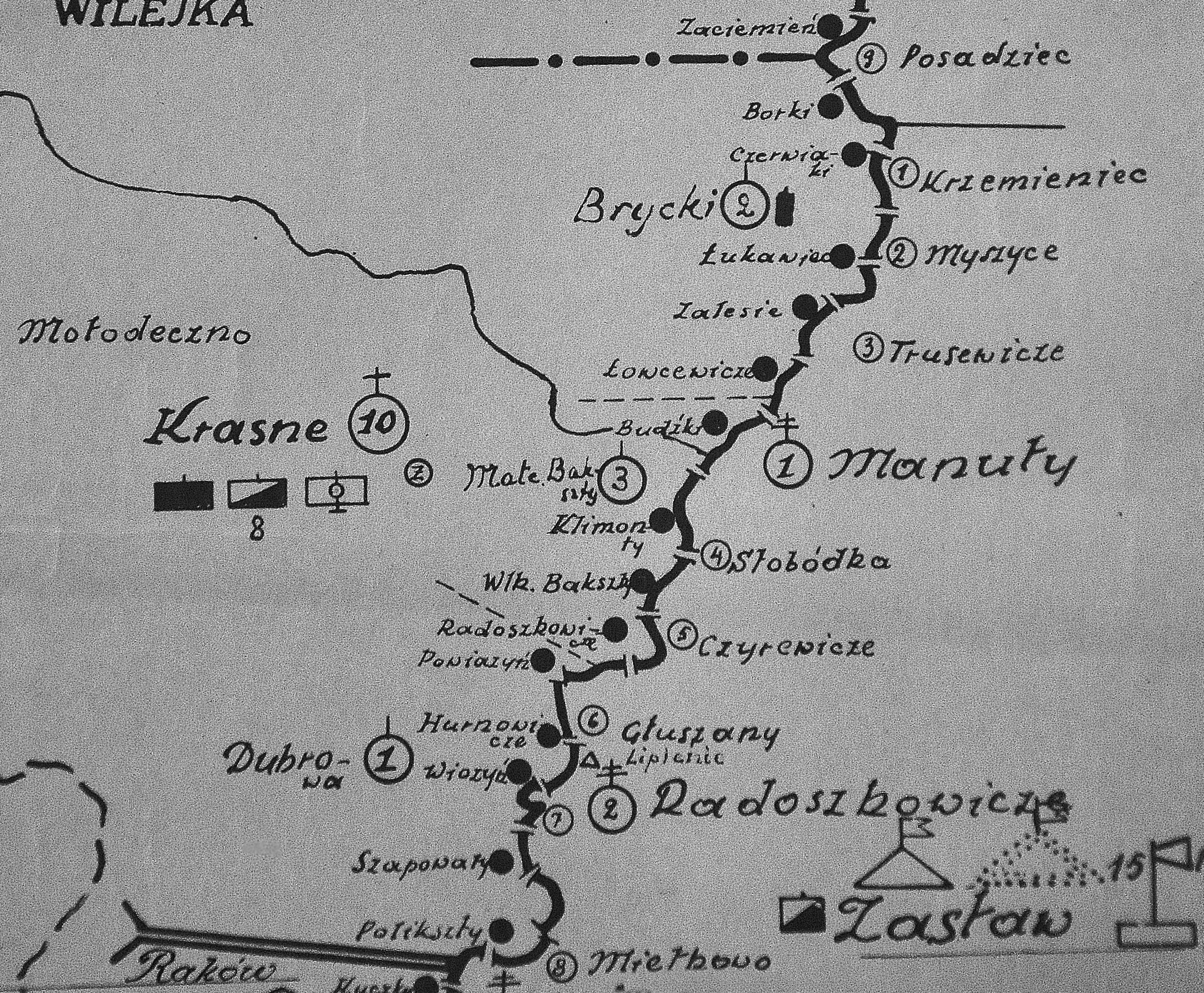
Rozmieszczenie batalionu KOP „Krasne” w 1931

Strażnica KOP „Powiazyń” – zasadnicza jednostka organizacyjna Korpusu Ochrony Pogranicza pełniąca służbę ochronną na granicy polsko-sowieckiej.

## Formowanie i zmiany organizacyjne
W 1924, w składzie 3 Brygady Ochrony Pogranicza, został sformowany 10 batalion graniczny. W 1928 w skład batalionu wchodziło 17 strażnic. Strażnica KOP „Powiazyń” w latach 1928 – 1939 znajdowała się w strukturze 1 kompanii KOP „Dubrowa”  batalionu KOP „Krasne”. Strażnica liczyła około 18 żołnierzy i rozmieszczona była przy linii granicznej z zadaniem bezpośredniej ochrony granicy państwowej.
W 1932 obsada strażnicy zakwaterowana była w budynku KOP. Strażnicę z macierzystą kompanią łączyła droga utrzymana o nawierzchni twardej długości 12 km.

## Służba graniczna
Podstawową jednostką taktyczną Korpusu Ochrony Pogranicza przeznaczoną do pełnienia służby ochronnej był batalion graniczny. Odcinek batalionu dzielił się na pododcinki kompanii, a te z kolei na pododcinki strażnic, które były „zasadniczymi jednostkami pełniącymi służbę ochronną”, w sile półplutonu. Służba ochronna pełniona była systemem zmiennym, polegającym na stałym patrolowaniu strefy nadgranicznej, wystawianiu posterunków alarmowych, obserwacyjnych i kontrolnych stałych, patrolowaniu i organizowaniu zasadzek w miejscach rozpoznanych jako niebezpieczne, kontrolowaniu dokumentów i zatrzymywaniu osób podejrzanych, a także utrzymywaniu ścisłej łączności między oddziałami i władzami administracyjnymi. Strażnice KOP stanowiły pierwszy rzut ugrupowania kordonowego Korpusu Ochrony Pogranicza.
Strażnica KOP „Powiazyń” w 1932 ochraniała pododcinek granicy państwowej szerokości 3 kilometrów 386 metrów od słupa granicznego nr 578 do 586, a w 1938 pododcinek szerokości 5 kilometrów 500 metrów od słupa granicznego nr 579 do 592.
Sąsiednie strażnice:
- strażnica KOP „Radoszkowice” ⇔ strażnica KOP „Hurnowicze” - 1928[2], 1929[3], 1931[4] , 1932[5], 1934[6]
- strażnica KOP „Radoszkowice” ⇔ strażnica KOP „Wiazyń” - 1938[7]